# Махмуд I
Махмуд I (тур. I. Mahmud; 2. август 1696 — 13. децембар 1754) је био турски султан од 1730. до 1754. године.

## Владавина
Био је син султана Мустафе II и братанац султана Ахмеда III. Родио се 1696. у Топкапи палати. Мајка му је била султанија Салиха, српског порекла . Био је старији брат султана Османа III (1754-1757). 
Дана 28. септембра Патрона Халил је са својом групом пратилаца побунио масе у Истанбулу и изазвао буну против султана Ахмеда III и његових реформи. Пошто је очистио палату од војника, Халил је захтевао погубљење великог везира и абдикацију султана Ахмеда. Ахмед III је наредио погубљење везира Дамат Ибрахим- паше и абдицирао је у корист свог нећака Махмуда.
Махмуд је признат за султана од стране побуњеника и дворских званичника, али неколико недеља касније империја је пала у руке побуњеницима. Халил је са новим султаном јахао до Ејуп џамије у којој је Махмудова церемонија примања Османовог мача требало да се одржи. Тамо су многи државни званичници смењени и замењени људима из редова побуњеника, који су имали чин у јаничарским редовима и појавили се босоноги пред султаном. Грчки касапин, Јанаки, позајмљивао је новац Халилу у време тродневних немира. У знак захвалности, Халил је пред Диваном изнео предлог да Јанаки постане господар Молдавије. Међутим, та одлука никада није усвојена.
Кримски кан је заједно са великим везиром, муфтијом и јаничарским агама угушио буну. Патрон је убијен у присуству султана на Дивану на коме је одлучено да ће османско царство ући у рат против Русије. Његов грчки пријатељ Јанаки је погубљен заједно са 7000 њихових следбеника. Љубомора коју су јаничарски официри осећали према Патрони, као и њихове жеља да потпомогну наставку разарања унутар империје, уништили су све напоре Махмудових присталица упућене гушењу буне.
Султан Махмуд I имао је одличне односе са Могулским царством.
Остатак његове владавине прошао је у ратовима са Персијом, Русијом и Аустријом.
Иако султан Махмуд I није био превише заинтересован за политичке делатности, силом прилика морао је да узме активно учешће у државној политици. Своје намере спроводио је у дело преко везира које је лично постављао на државне функције. Мимо државних послова бавио се писањем поезије, коју је обожавао.ти
Преминуо је 1754. године у Топкапи палати.

## Руско-аустријско-турски рат (1735—1739)

### Почетак рата
Раздражена честим узнемиравањима Татара са подручја јужне Русије, нарочито за време свога рата са Персијом, петроградска влада је наредила да се нападне и заузме Азов, што је 1736. године довело до рата са османским царством. Аустрија, као савезник Русије, покушала је да посредује, али кад је видела да Руси неће лако да попусте и да имају већих планова на Балкану, уплашила се за свој положај, па се решила да и сама уђе у рат с Турцима, иако се тада још није била коначно измирила с Француском. У рат је ушла под врло неповољним условима. Њени историчари тврде, да је војна снага царевине била у очигледном опадању и да се то јасно видело у борбама на западу, где ни присуство Еугена Савојског није могло да донесе њиховим борцима више среће. После Еугенове смрти, у пролеће 1735. године Аустрија није имала ниједног војног лица од већег значаја. У самој земљи било је много незадовољства, нарочито међу Србима, и то и у Угарској и Хрватској, као и у Србији. Формално, они нису дизали устанке, али негодовање је било дубоко и скоро у свима круговима. С чисто војничког гледишта Аустрија је погрешила што није прибрала војску на једно главно ратиште, него је ударала у три правца, а и у та три правца са више девијација.

### Аустријски порази
Одмах, прве године рата, у лето 1737. године, аустријска војска настрадала је код Бањом Луком. Има вести, да је том поразу знатно допринео један Србин, који је упућивао Турке на акцију. Да је српског нерасположења било сведочи јасно један савремени запис из манастира Ораховице, а уз њега мање више јасно и неколико других. Па, ипак, већи део Срба решио се и овог пута да буде на аустријској страни. Узроци су јасни. Овог пута биле су у рату против Турске и Русија и Аустрија и Срби су сматрали за своју дужност да се нађу заједно с њима. У толико пре што је за њих изгледало сигурно, да би удружене те две силе могле учинити крај турској власти. Сем тога, турска централна власт била је много ослабила и није имала ни снаге ни воље да обузда самовољу појединаца. А у унутрашњости се од ње много патило. Велик број муслиманског становништва, потиснут у последњим борбама из Угарске, Хрватске, Славоније, Далмације и северне Србије, био се сручио у Босну, Херцеговину и Стару Србију, и обескућен и озлојеђен хтео је да се обештети на рачун хришћанског становништва. То је било доба сувих зулума сваке врсте.
На једном тајном збору, одржаном у марту 1737. године, на ком се нашао патријарх Арсеније IV Јовановић Шакабента са неколико епископа (скопским, рашким, штипским и самоковским) и са неколико световних главара из Старог Влаха и студеничког краја било се решило, да Срби помажу аустријској војсци. Упада у очи да се уз патријарха није нашао нико из Босне, Херцеговине и Црне Горе. Покрет је био чисто локалан, у крају, у који је имала бити упућена аустријска офанзива и где су њени људи највише радили. Сем српског патријарха за Аустрију је радио и католички надбискуп у Скопљу Михаило Сума, а преговоре је водио, постављајући велике захтеве, и охридски архиепископ Јоасаф. С овим последњим није се ништа постигло, а Сума је морао пре објаве рата да пребегне Аустријанцима, јер су му Турци били ушли у траг. Патријарх и аустријски повереници успели су, да покрену у акцију један део зетских брђана и Арбанаса. С њим заједно отишло је у аустријски војни логор близу Ниша неколико представника Васојевића, Куча, Пипера, Братоножића, Климената и Груда. Само ни овог пута није било представника из старе Црне Горе, коју су задржавали млетачки суседи.

### Крај рата
Патријарх се из Ниша упутио у Београд. После смрти архиепископа Вићентија Јовановића београдско-карловачка митрополија беше остала празна. Било је природно да њу заузме српски патријарх било привремено било стално, ако морадне остати на аустријској страни. Епископат српски у Угарској примио га је братски. Средином децембра 1737. отишао је Арсеније IV у Беч, да тамо уреди своју ствар. У Бечу су га дочекали с пажњом и признали су му духовну власт, али само привремено. Од избеглица, који беху дошли с патријархом, образован је начелно један пук од 2.000 људи, али који није био остварен. У марту 1739. именован је био патријархов зет, кнез Атанасије Рашковић, за пуковника српске народне милиције. Дотадашњи вођа српских одреда, Станиша Марковић Млатишума, који је активан од времена борбе принца Еугена 1717. год. и који је у Србији, под аустријском управом, био оберкапетан у Крагујевцу и истакао се у овом последњем рату, био је пао у немилост. Српски ратници, видећи рђаво аустријско маневрисање, неуредно плаћени и слабо збринути, напуштали су аустријске редове и то се приписивало у грех капетану Станиши, иако је овај чинио све што је могао да обезбеди успех аустријској војсци. Али њој није било спаса. Корупција лифераната и административних чиновника, слабо вођство с једне стране, а жива активност Турака с друге стране решили су рат на штету Аустријанаца и пре одлучног пораза. Страдања Срба била су и овом приликом знатна, иако су се доста рано тргли од опасније сарадње с Аустријанцима. Нарочито су 1737. год. страдали Васојевићи, док су Кучи, помагани од Климената и Братоножића, прошли боље.
Одлучни пораз аустријске војске у Србији догодио се 12. (23.) јула 1739. код Гроцке. Било је мртвих и рањених самих 10 генерала, а погинулих војника било је преко 5.000. Пораз је, природно, обесхрабрио све људе. Аустријанци су, без наде да би скоро могли поправити положај, почели убрзо преговоре о миру. Напустили су Београд, у ком је 7. (18.) септембра потписан уговор о миру. Аустријанци су вратили Турцима све поседе преко Саве и Дунава, који постају и остају дуго времена граничне реке између два царства. Београдска утврђења била су порушена.

## Период транзиције
Почевши са лошим предзнаком побуне Патрона Халила, владавина Махмуда I наставила се ратовима против Аустрије, Русије и Персије, но ипак се завршила периодом мира (1746-1754). Султан можда може деловати као жртва догађаја које су изазвале друге силе. Махмуд I, међутим, није био инертан владар и његово стрпљиво али одлучно деловање против Патрона Халила је коначно уродило плодом. Интелигентан и покренут жељом да побољша ситуацију у свом царству, Махмуд I деловао је у два правца: с једне стране било је уређење војске, нарочито артиљерије, дело које је поверио француском грофу Бонвалу, с друге стране успостављање мира и поверења у анадолским провинцијама. У првом периоду његове владавине смењивали су се бројни везири који су се ретко на положају задржавали дуже од годину дана (изузев Хекимоглу Али-паше); међутим, у периоду мира било је само четири велика везира за осам година, што сведочи о постојању политичке стабилности и континуитету деловања.
Потреба да се реформише војска брзо је наметнута султану, али пошто је отпор јаничара био изузетно јак, морао је да се ограничи на реформисање минобацачког корпуса (кумбараџија), користећи том приликом услуге француског грофа Де Бонвала (1675-1747). Овај је, након службе у војсци краља Луја XIV, а затим принца Еугена Савојског, дошао у Истанбул, примио ислам (касније ће бити познат под називом Кумбараџи Ахмед-паша) и посредством великог везира Топал Осман-паше (1731-1732) био представљен султану који га је задужио да реформише корпус кумбараџија. Ова чињеница је значајна зато што је први пут позван страни стручњак, а поред тога сведочи о султановој жељи да изврши стручно засноване реформе: то што је Бонвал променио веру само је олакшало ствари, оповргавајући, мање или више, критике конзервативних и традиционалистичких кругова. Бонвал је желео да унесе промене у читаву војску Османског царства, али га је противљење јаничара натерало да се задржи на минобацачима и усавршавању тобџијске технике. Као корак даље, основао је 1734. године школу за инжењере (хендесхане) намењену образовању модерних артиљеријских стручњака. Након кратког изгнанства у Кастамонуу, Бонвал је поново позван. На функцији је остао све до своје смрти 1747. године. Иако је безуспешно покушавао да игра улогу у османским дипломатским односима, ипак је допринео јачању веза Француске и Османског царства. Школа за инжењере убрзо је затворе 1750. године под притиском улеме, али је захваљујући присуству Бонвала, као и неколико стручних техничара које је он позвао, прихваћен европски модел.
У војном домену, султан Махмуд I и његови велики везири, с једне стране трудили су се да избегну обнављање буне налик оној коју је предводио Патрон Халил, тако што су редовно исплаћивали јаничаре, који су се, за узврат, трудили да дисциплиновано извршавају своје задатке, а с друге стране да штите границе Османског царства тако што су градили тврђаве и постављали гарнизоне са вођама које су, на локалној територији, уживале пун ауторитет.
Мировна политика Махмуда I појачана је стриктнијом контролом функционисања администрације, барем тамо где је могла да без сметњи врши своје активности, што је био случај са провинцијама у Румелији и Анадолији. Упркос чињеници да су локални угледници (ајани) настојали да добију више значаја на локалном плану, њихов се интерес поклапао са интересом државе, тако да су се економска и финансијска ситуација побољшале, а државна каса се пунила. У Истанбулу је Махмуд I изградио неколико верских здања (џамија Нур-у Османлије, завршена у време владавине његовог наследника, Велика џамија у Ускудару), палате, библиотеке, као и практично корисна здања, поготово резервоаре као што је онај у Топузлу поред Кагитхане и центар за дистрибуцију воде на Бејоглу- Таксиму, који је омогућио снабдевање водом бројних чесми у квартовима северно од Златног рога. Било султан сам, било друге личности тог доба, саградили су преко 60 фонтана. У великим провинцијским градовима, поготово у Анадолији, људи су следили владарев пример.

## Породично стабло
|  |                  |  |  |  |  |  |  |  |  |  |  |  |  |  |  |  |
|  | 2. Мустафа II    |  |  |  |  |  |  |  |  |  |  |  |  |  |  |  |
|  |                  |  |  |  |  |  |  |  |  |  |  |  |  |  |  |  |
|  |                  |  |  |  |  |  |  |  |  |  |  |  |  |  |  |  |
|  | 1. Махмуд I      |  |  |  |  |  |  |  |  |  |  |  |  |  |  |  |
|  |                  |  |  |  |  |  |  |  |  |  |  |  |  |  |  |  |
|  |                  |  |  |  |  |  |  |  |  |  |  |  |  |  |  |  |
|  | 3. Saliha Sultan |  |  |  |  |  |  |  |  |  |  |  |  |  |  |  |
|  |                  |  |  |  |  |  |  |  |  |  |  |  |  |  |  |  |
|  |                  |  |  |  |  |  |  |  |  |  |  |  |  |  |  |  |